# アルファロメオ・185T
アルファロメオ・185T (Alfa Romeo 185T) は、ジョン・ジェントリーが設計したアルファロメオのF1マシンで、1985年シーズンの開幕戦から第8戦まで投入された。決勝最高成績は9位。

## 概要
前作184Tの発展型として185Tは製作され、1985年の開幕戦から投入された。速さはそれなりにあった前作の欠点である完走能力を高めることを目指したはずだったが、185Tもトラブルでリタイヤの山を築き、184Tよりスピードも無いマシンとなっていた。
エディ・チーバーが第4戦モナコGPで予選4位を獲得したが、エンジントラブルに泣かされ、リカルド・パトレーゼと共に決勝最高位が9位という成績に終わった。チームは185Tの戦闘力の低さにシーズン序盤にして見切りをつけ、第9戦以降は前年型の184Tの使用を決定し、185Tの参戦は終了した。パトレーゼは後に、「85年の車があまりにひどい状況で、グランプリ期間中を全く楽しめなくなっていた。レースを辞めようかと考えたつらい時期だった。この年双子の娘が誕生したことでもう少し頑張ろうと決めたけど、それが無ければ辞めてたかもしれない。」と証言するほど185Tはパトレーゼを精神的に追い詰めたマシンとなってしまった。チーバーもこの年の不振のあおりを受け、チームが同年限りで撤退した後1987年シーズンまでF1レギュラーシートを失った。

## スペック

### シャーシ
- シャーシ名 185T
- タイヤ グッドイヤー

### エンジン
- エンジン名 アルファロメオ890T
- 気筒数・角度 V型8気筒ターボ・90度
- 排気量 1,497cc
- 燃料・潤滑油 アジップ

| 年   | マシン | タイヤ | No. | ドライバー | 1   | 2   | 3   | 4   | 5   | 6   | 7   | 8   | 9   | 10  | 11  | 12  | 13  | 14  | 15  | 16  | ポイント | ランキング |
| ---- | ------ | ------ | --- | ---------- | --- | --- | --- | --- | --- | --- | --- | --- | --- | --- | --- | --- | --- | --- | --- | --- | -------- | ---------- |
| 1985 | 185T   | G      |     |            | BRA | POR | SMR | MON | CAN | DET | FRA | GBR | GER | AUT | NED | ITA | BEL | EUR | RSA | AUS | 0        | -          |
| 1985 | 185T   | G      | 22  | パトレーゼ | Ret | Ret | Ret | Ret | 10  | Ret | 11  | 9   |     |     |     |     |     |     |     |     | 0        | -          |
| 1985 | 185T   | G      | 23  | チーバー   | Ret | Ret | Ret | Ret | 17  | 9   | 10  | Ret |     |     |     |     |     |     |     |     | 0        | -          |

- 太字はポールポジション、斜字はファステストラップ、DNQは予選不通過。

## 参照
1. ↑  “Alfa Romeo 185T @ StatsF1”.   Statsf1.com. 2012年2月20日閲覧。
2. ↑  “Alfa Romeo”. gaffersports.com. 2008年3月6日時点のオリジナルよりアーカイブ。2010年8月5日閲覧。
3. ↑  リカルド・パトレーゼ 200回目のグリーンシグナル by Pino Allievi  グランプリ・エクスプレス '90イギリスGP号 9-11頁 1990年8月4日発行